# Journal of Agricultural Science
Journal of Agricultural Science is een internationaal, aan collegiale toetsing onderworpen wetenschappelijk tijdschrift op het gebied van de landbouwkunde. De naam wordt in literatuurverwijzingen meestal afgekort tot J. Agr. Sci. Het wordt uitgegeven door Cambridge University Press.